# Arrondissement de la Dill
L'arrondissement de la Dill est un arrondissement de l'ouest de la Hesse. À l'exception d'une brève interruption dans les années 1930, il existe de 1867 à 1976. Son chef-lieu est Dillenburg.

## Géographie
L'arrondissement de la Dill borde à la fin de 1976, en commençant au nord-ouest dans le sens des aiguilles d'une montre, avec l'arrondissement de Siegen-Wittgenstein en Rhénanie-du-Nord-Westphalie, avec les arrondissements hessois de Marbourg-Biedenkopf, Wetzlar et Limbourg-Weilbourg, et avec l'arrondissement de Westerwald en Rhénanie-Palatinat. L'ancien territoire de l'arrondissement fait maintenant partie de l'arrondissement de Lahn-Dill.

## Histoire
Le nord de l'arrondissement actuel de la Lahn-Dill faisait partie depuis le Moyen-Âge de la principauté de Nassau ou Nassau-Orange, qui s'appelle duché de Nassau à partir de 1815. Celui-ci forme les deux bureaux de Herborn (de) et Dillenburg (de). Après l'annexion (de) du duché de Nassau par la Prusse, les deux bureaux sont réunis le 22 février 1867 pour former l'arrondissement de la Dill. La ville de Dillenburg devient le siège de l'arrondissement.
Le 1er octobre 1932, l'arrondissement Dill est fusionné avec la partie principale de l'arrondissement de Biedenkopf (de) pour former un nouveau arrondissement de Dillenburg (de). Après les protestations de la population des deux arrondissements, ceux-ci sont rétablis le 1er octobre 1933. L'arrondissement de la Dill est alors rétabli dans sa forme initiale. Le 1er avril 1937, Bergebersbach et Straßebersbach fusionnent pour former la commune d'Ewersbach et en 1941 Haiern est incorporé à Beilstein. Depuis lors, l'arrondissement de la Dill comprend 70 communes, dont les trois villes de Dillenburg, Haiger et Herborn.
Après la Seconde Guerre mondiale, l'arrondissement de la Dill est rattaché à l'État de Hesse. La réforme territoriale de Hesse commence dans l'arrondissement de la Dill avec la première fusion de communes en 1970. En 1972 et 1974, l'arrondissement de la Dill est agrandi deux fois :
- le 1er avril 1972, la commune de Bellersdorf de l'arrondissement de Wetzlar est incorporée à Mittenaar dans l'arrondissement de la Dill.
- le 1er juillet 1974, les communes de Roth et Simmersbach de l'arrondissement dissous de Biedenkopf sont incorporées à Eschenburg dans l'arrondissement de la Dill.

En conséquence, la superficie du district est passée de 514,4 km² à l'origine à 530,7 km²,. Le nombre de communes de l'arrondissement est réduit à 42 à la fin de 1976.
Le 1er janvier 1977, l'arrondissement de la Dill est fusionné avec ses parties des arrondissements de Wetzlar et Gießen qui n'appartiennent pas à la nouvelle ville de Lahn pour former le nouveau arrondissement de Lahn-Dill. Le siège de l'administration de l'arrondissement est la ville de Lahn, née de la fusion de la ville indépendante de Gießen avec la ville de Wetzlar et 14 communes environnantes. Dans le même temps, le 1er janvier 1977, de nouvelles fusions de communes ont lieu. Finalement, onze communes de l'arrondissement de Dill rejoignent le nouveau arrondissement de Lahn-Dill.
En raison de violentes protestations, principalement de la population de Wetzlar, la réforme est partiellement annulée. À compter du 1er août 1979, la ville de Lahn est de nouveau dissoute et la ville rétablie de Wetzlar devient le siège de l'arrondissement de Lahn-Dill, qui est réduit en conséquence par la restauration de l'arrondissement de Gießen (ville de district de Gießen). Depuis lors, l'arrondissement de Lahn-Dill compte 23 villes et communes.

## Évolution de la démographie

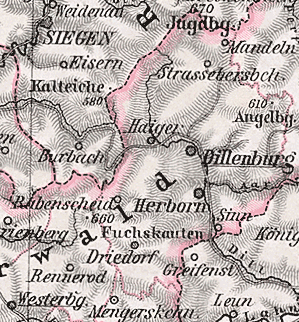
L'arrondissement de la Dill en 1905

| Année | Habitants | Source |
| ----- | --------- | ------ |
| 1871  | 0 35 074  | [ 3 ]  |
| 1890  | 0 40 085  | [ 4 ]  |
| 1900  | 0 44 075  | [ 4 ]  |
| 1910  | 0 51 380  | [ 4 ]  |
| 1925  | 0 57 803  | [ 4 ]  |
| 1933  | 0 62 501  | [ 4 ]  |
| 1939  | 0 63 705  | [ 4 ]  |
| 1950  | 0 87 918  | [ 4 ]  |
| 1960  | 0 91 200  | [ 4 ]  |
| 1970  | 102 400   | [ 1 ]  |
| 1976  | 104 200   | [ 2 ]  |

## Administrateurs de l'arrondissement
- 1867–1886 Julius von Oven (de)
- 1886–1898 Paul Fromme (de)
- 1898–1902 Rudolf von Beckerath (de)
- 1902–1911 Waldemar von Wussow (de)
- 1911–1916 Henry Paul von Zitzewitz (de)
- 1916–1920 Walter von Sybel (de)
- 1920–1923 Johannes Bartmann (de)
- 1923–1926 Karl Klamroth (de)
- 1926–1933 Otto Bünger (de)
- 1934–1938 Hermann Heerdt (de)
- 1938–1945 Paul Ringshausen (de)
- 1945–1946 Kurt-Werner Basarke (de)
- 1946–1954 Kurt Knodt (de) (SPD)
- 1954–1976 Karl Rehrmann (de) (CDU)

## Communes
Le tableau suivant contient toutes les communes qui appartenaient à l'arrondissement de la Dill, ainsi que les dates de toutes les incorporations.
| Commune           | incorporée à | date d'incorporation |
| ----------------- | ------------ | -------------------- |
| Allendorf         | Haiger       | 1er janvier 1977     |
| Amdorf            | Burg         | 1er décembre 1970    |
| Arborn            | Greifenstein | 1er janvier 1977     |
| Ballersbach       | Mittenaar    | 31 décembre 1971     |
| Beilstein         | Greifenstein | 1er janvier 1977     |
| Bellersdorf       | Mittenaar    | 1er avril 1972       |
| Bergebersbach     | Ewersbach    | 1er avril 1937       |
| Bicken            | Mittenaar    | 31 décembre 1971     |
| Breitscheid       |              |                      |
| Burg              | Herborn      | 1er janvier 1977     |
| Dietzhölztal      |              |                      |
| Dillbrecht        | Haiger       | 1er octobre 1971     |
| Dillenburg, ville |              |                      |
| Donsbach          | Dillenburg   | 1er janvier 1977     |
| Driedorf          |              |                      |
| Eibach            | Dillenburg   | 1er octobre 1971     |
| Eibelshausen      | Eschenburg   | 1er octobre 1971     |
| Eiershausen       | Eschenburg   | 1er octobre 1971     |
| Eisemroth         | Siegbach     | 31 décembre 1971     |
| Erdbach           | Breitscheid  | 1er janvier 1977     |
| Eschenburg        |              |                      |
| Ewersbach         | Dietzhölztal | 1er février 1971     |
| Fellerdilln       | Haiger       | 1er janvier 1977     |
| Flammersbach      | Haiger       | 1er janvier 1970     |
| Fleisbach         | Sinn         | 1er janvier 1977     |
| Frohnhausen       | Dillenburg   | 1er janvier 1977     |
| Guntersdorf       | Herborn      | 1er octobre 1971     |
| Gusternhain       | Breitscheid  | 1er janvier 1977     |
| Haiern            | Beilstein    | 1941                 |
| Haiger, ville     |              |                      |
| Haigerseelbach    | Haiger       | 1er janvier 1977     |
| Heiligenborn      | Driedorf     | 1er octobre 1971     |
| Heisterberg       | Driedorf     | 1er octobre 1971     |
| Herborn, ville    |              |                      |
| Herbornseelbach   | Herborn      | 1er janvier 1977     |
| Hirschberg        | Herborn      | 1er janvier 1977     |
| Hirzenhain        | Eschenburg   | 1er juillet 1974     |
| Hohenroth         | Driedorf     | 1er octobre 1971     |
| Hörbach           | Herborn      | 1er janvier 1977     |
| Langenaubach      | Haiger       | 1er janvier 1977     |
| Mademühlen        | Driedorf     | 1er janvier 1977     |
| Mandeln           | Dietzhölztal | 1er avril 1972       |
| Manderbach        | Dillenburg   | 31 décembre 1971     |
| Medenbach         | Breitscheid  | 1er janvier 1977     |
| Merkenbach        | Herborn      | 1er janvier 1977     |
| Mittenaar         |              |                      |
| Münchhausen       | Driedorf     | 1. Juli 1972         |
| Nanzenbach        | Dillenburg   | 1er avril 1972       |
| Nenderoth         | Greifenstein | 1er janvier 1977     |
| Niederroßbach     | Roßbachtal   | 1er octobre 1971     |
| Niederscheld      | Dillenburg   | 1er janvier 1977     |
| Oberndorf         | Eisemroth    | 1er décembre 1970    |
| Oberroßbach       | Roßbachtal   | 1er octobre 1971     |
| Oberscheld        | Dillenburg   | 1er janvier 1977     |
| Odersberg         | Greifenstein | 1er janvier 1977     |
| Offdilln          | Haiger       | 1er janvier 1977     |
| Offenbach         | Mittenaar    | 31 décembre 1971     |
| Rabenscheid       | Breitscheid  | 31 décembre 1971     |
| Rittershausen     | Dietzhölztal | 1er janvier 1977     |
| Rodenbach         | Haiger       | 1er février 1971     |
| Rodenberg         | Beilstein    | 1er juillet 1972     |
| Rodenroth         | Beilstein    | 31 décembre 1971     |
| Roßbachtal        | Haiger       | 1er janvier 1977     |
| Roth              | Driedorf     | 1er janvier 1977     |
| Schönbach         | Herborn      | 1er janvier 1977     |
| Sechshelden       | Haiger       | 1er janvier 1977     |
| Seilhofen         | Driedorf     | 1er janvier 1977     |
| Siegbach          |              |                      |
| Sinn              |              |                      |
| Steinbach         | Haiger       | 1er janvier 1977     |
| Steinbrücken      | Dietzhölztal | 1er février 1971     |
| Straßebersbach    | Ewersbach    | 1er avril 1937       |
| Tringenstein      | Siegbach     | 31 décembre 1971     |
| Übernthal         | Siegbach     | 31 décembre 1971     |
| Uckersdorf        | Burg         | 1er décembre 1970    |
| Waldaubach        | Driedorf     | 1er janvier 1977     |
| Wallenfels        | Siegbach     | 31 décembre 1971     |
| Weidelbach        | Haiger       | 1er janvier 1977     |
| Wissenbach        | Eschenburg   | 1er octobre 1971     |

## Plaque d'immatriculation
Le 1er juillet 1956, lors de l'introduction des plaques d'immatriculation des véhicules encore valables aujourd'hui, l'arrondissement se voit attribuer le caractère distinctif DIL. Il est émis jusqu'au 31 décembre 1976. Depuis le 2 mai 2014, il est disponible dans l'arrondissement de Lahn-Dill en raison de la libéralisation des plaques d'immatriculation..